# Neolaeops microphthalmus
Neolaeops microphthalmus és un peix teleosti de la família dels bòtids i de l'ordre dels pleuronectiformes.

## Morfologia
Pot arribar als 21 cm de llargària total.

## Distribució geogràfica
Es troba des de les costes del sud del Japó, Taiwan, Austràlia i KwaZulu-Natal (Sud-àfrica).